# Élections municipales de 2026 dans les Bouches-du-Rhône
Pour un article plus général, voir Élections municipales françaises de 2026.
Les élections municipales dans les Bouches-du-Rhône sont prévues en mars 2026. Cette page ne traite que les communes de 3 000 habitants et plus dans les Bouches-du-Rhône.

## Résultats à l'échelle du département

### Maires sortants et maires élus
| Commune                   | Population (en 2022) | Maire sortant(e)             | Parti | Parti | Maire élu(e) | Parti | Parti |
| ------------------------- | -------------------- | ---------------------------- | ----- | ----- | ------------ | ----- | ----- |
| Aix-en-Provence           | 147 933              | Sophie Joissains             |       | UDI   |              |       |       |
| Allauch                   | 21 404               | Lionel de Cala               |       | LR    |              |       |       |
| Arles                     | 51 156               | Patrick de Carolis           |       | HOR   |              |       |       |
| Aubagne                   | 47 724               | Gérard Gazay                 |       | LR    |              |       |       |
| Auriol                    | 12 986               | Véronique Miquelly           |       | DVD   |              |       |       |
| Barbentane                | 4 262                | Jean-Christophe Daudet       |       | DVG   |              |       |       |
| Berre-l'Étang             | 13 941               | Mario Martinet               |       | PS    |              |       |       |
| Bouc-Bel-Air              | 15 367               | Richard Mallié               |       | LR    |              |       |       |
| La Bouilladisse           | 6 447                | José Morales                 |       | PCF   |              |       |       |
| Cabannes                  | 4 576                | Gilles Mourgues              |       | DVD   |              |       |       |
| Cabriès                   | 10 143               | Amapola Ventron              |       | GÉ    |              |       |       |
| Carnoux-en-Provence       | 6 872                | Jean-Pierre Giorgi           |       | DVD   |              |       |       |
| Carry-le-Rouet            | 5 717                | René-Francis Carpentier      |       | DVD   |              |       |       |
| Cassis                    | 6 706                | Danielle Milon-Vivanti       |       | LR    |              |       |       |
| Ceyreste                  | 4 847                | Patrick Ghigonetto           |       | DVD   |              |       |       |
| Châteauneuf-les-Martigues | 18 364               | Roland Mouren                |       | LR    |              |       |       |
| Châteaurenard             | 16 668               | Marcel Martel                |       | LR    |              |       |       |
| La Ciotat                 | 37 599               | Alexandre Doriol             |       | LR    |              |       |       |
| Coudoux                   | 3 775                | Guy Barret                   |       | DVD   |              |       |       |
| Cuges-les-Pins            | 5 949                | Bernard Destrost             |       | DVD   |              |       |       |
| La Destrousse             | 4 023                | Michel Lan                   |       | DVG   |              |       |       |
| Éguilles                  | 8 349                | Renaud Dagorne               |       | DVC   |              |       |       |
| Ensuès-la-Redonne         | 5 796                | Michel Illac                 |       | DVG   |              |       |       |
| Eyguières                 | 6 915                | Henri Pons                   |       | HOR   |              |       |       |
| Eyragues                  | 4 289                | Michel Gavanon               |       | DVD   |              |       |       |
| La Fare-les-Oliviers      | 8 953                | Jérôme Marciliac             |       | DVG   |              |       |       |
| Fontvieille               | 3 555                | Gérard Garnier               |       | DVG   |              |       |       |
| Fos-sur-Mer               | 15 694               | René Raimondi                |       | DVG   |              |       |       |
| Fuveau                    | 10 235               | Béatrice Bonfillon-Chiavassa |       | DVC   |              |       |       |
| Gardanne                  | 21 534               | Hervé Granier                |       | LR    |              |       |       |
| Gémenos                   | 6 678                | Roland Giberti               |       | UDI   |              |       |       |
| Gignac-la-Nerthe          | 10 030               | Christian Amiraty            |       | UCE   |              |       |       |
| Grans                     | 5 382                | Philippe Leandri             |       | DVG   |              |       |       |
| Graveson                  | 4 743                | Michel Pécout                |       | DVD   |              |       |       |
| Gréasque                  | 4 469                | Michel Ruiz                  |       | DVC   |              |       |       |
| Istres                    | 44 044               | François Bernardini          |       | DVG   |              |       |       |
| Jouques                   | 4 478                | Éric Garcin                  |       | SE    |              |       |       |
| Lambesc                   | 9 951                | Bernard Ramond               |       | LR    |              |       |       |
| Lançon-Provence           | 9 627                | Julie Arias                  |       | LR    |              |       |       |
| Mallemort                 | 6 190                | Hélène Gente-Céaglio         |       | DVG   |              |       |       |
| Marignane                 | 33 164               | Éric Le Dissès               |       | RN    |              |       |       |
| Marseille                 | 877 215              | Benoît Payan                 |       | DVG   |              |       |       |
| Martigues                 | 48 818               | Gaby Charroux                |       | PCF   |              |       |       |
| Meyrargues                | 3 818                | Fabrice Poussardin           |       | DVD   |              |       |       |
| Meyreuil                  | 6 341                | Jean-Pascal Gournes          |       | DVD   |              |       |       |
| Mimet                     | 4 147                | Georges Cristiani            |       | DVG   |              |       |       |
| Miramas                   | 25 891               | Frédéric Vigouroux           |       | DVG   |              |       |       |
| Mouriès                   | 3 471                | Alice Roggiero               |       | DVD   |              |       |       |
| Noves                     | 5 918                | Georges Jullien              |       | PCF   |              |       |       |
| Pélissanne                | 10 799               | Pascal Montécot              |       | LR    |              |       |       |
| La Penne-sur-Huveaune     | 6 618                | Nicolas Bazzucchi            |       | SE    |              |       |       |
| Les Pennes-Mirabeau       | 22 423               | Michel Amiel                 |       | DVC   |              |       |       |
| Peynier                   | 3 692                | Christian Burle              |       | LR    |              |       |       |
| Peypin                    | 5 612                | Frédéric Gibelot             |       | SE    |              |       |       |
| Peyrolles-en-Provence     | 5 316                | Thomas Arcamone              |       | DVD   |              |       |       |
| Plan-d'Orgon              | 3 562                | Jean-Louis Lepian            |       | DVD   |              |       |       |
| Plan-de-Cuques            | 11 504               | Laurent Simon                |       | LR    |              |       |       |
| Port-de-Bouc              | 16 138               | Laurent Belsola              |       | PCF   |              |       |       |
| Port-Saint-Louis-du-Rhône | 8 510                | Martial Alvarez              |       | DVC   |              |       |       |
| Le Puy-Sainte-Réparade    | 5 794                | Jean-David Ciot              |       | PS    |              |       |       |
| Rognac                    | 12 335               | Christophe Gonzalez          |       | RN    |              |       |       |
| Rognes                    | 4 640                | Jean-François Corno          |       | DVD   |              |       |       |
| Rognonas                  | 4 186                | Yves Picarda                 |       | DVC   |              |       |       |
| La Roque-d'Anthéron       | 5 355                | Jean-Pierre Serrus           |       | RE    |              |       |       |
| Roquefort-la-Bédoule      | 5 784                | Marc Del Grazia              |       | DVC   |              |       |       |
| Roquevaire                | 8 823                | Yves Mesnard                 |       | DVG   |              |       |       |
| Rousset                   | 5 357                | Philippe Pignon              |       | DVC   |              |       |       |
| Le Rove                   | 5 205                | Paul Sabatino                |       | PCF   |              |       |       |
| Saint-Andiol              | 3 369                | Daniel Robert                |       | SE    |              |       |       |
| Saint-Cannat              | 5 877                | Joël Lévi-Valensi            |       | DVG   |              |       |       |
| Saint-Chamas              | 8 669                | Didier Khelfa                |       | DVD   |              |       |       |
| Saint-Martin-de-Crau      | 13 962               | Séverine Dellanegra          |       | SE    |              |       |       |
| Saint-Mitre-les-Remparts  | 5 996                | Vincent Goyet                |       | DVD   |              |       |       |
| Saint-Rémy-de-Provence    | 9 547                | Hervé Chérubini              |       | PS    |              |       |       |
| Saint-Savournin           | 3 449                | Rémi Marcengo                |       | DVD   |              |       |       |
| Saint-Victoret            | 6 689                | Claude Piccirillo            |       | LR    |              |       |       |
| Salon-de-Provence         | 44 553               | Nicolas Isnard               |       | LR    |              |       |       |
| Sausset-les-Pins          | 7 556                | Maxime Marchand              |       | ECO   |              |       |       |
| Sénas                     | 6 829                | Philippe Ginoux              |       | DVD   |              |       |       |
| Septèmes-les-Vallons      | 12 018               | André Molino                 |       | PCF   |              |       |       |
| Simiane-Collongue         | 5 823                | Philippe Ardhuin             |       | LR    |              |       |       |
| Tarascon                  | 15 525               | Lucien Limousin              |       | LR    |              |       |       |
| Trets                     | 10 933               | Pascal Chauvin               |       | DVD   |              |       |       |
| Velaux                    | 8 827                | Yannick Guérin               |       | DVG   |              |       |       |
| Venelles                  | 8 420                | Arnaud Mercier               |       | LR    |              |       |       |
| Ventabren                 | 5 613                | Frédéric Vigouroux           |       | DVD   |              |       |       |
| Vitrolles                 | 36 612               | Loïc Gachon                  |       | PS    |              |       |       |

### Résultats en nombre de maires
| Partis               | Partis                                  | Maires sortants | Maires élus | Évolution |
| -------------------- | --------------------------------------- | --------------- | ----------- | --------- |
|                      | Divers droite                           | 21              |             |           |
|                      | Les Républicains                        | 18              |             |           |
| Total droite         | Total droite                            | 39              |             |           |
|                      | Divers gauche                           | 15              |             |           |
|                      | Parti communiste français               | 6               |             |           |
|                      | Parti socialiste                        | 4               |             |           |
|                      | Génération écologie                     | 1               |             |           |
| Total gauche         | Total gauche                            | 26              |             |           |
|                      | Divers centre                           | 8               |             |           |
|                      | Horizons                                | 2               |             |           |
|                      | Union des démocrates et indépendants    | 2               |             |           |
|                      | Renaissance                             | 1               |             |           |
|                      | Union des centristes et des écologistes | 1               |             |           |
| Total centre         | Total centre                            | 14              |             |           |
|                      | Rassemblement national                  | 2               |             |           |
| Total extrême droite | Total extrême droite                    | 2               |             |           |
|                      | Sans étiquette                          | 5               |             |           |
|                      | Divers écologistes                      | 1               |             |           |
| Total                | Total                                   | 87              | 87          | -         |

## Résultats dans les communes de plus de 3 000 habitants

### Aix-en-Provence
- Maire sortante : Sophie Joissains (UDI)
- 55 sièges à pourvoir au conseil municipal (population légale 2022 : 147 933 habitants)
- 17 sièges à pourvoir au conseil communautaire (Métropole d'Aix-Marseille-Provence)

| Tête de liste            | Tête de liste     | Parti(s) | Nuance | Premier tour | Premier tour | Second tour | Second tour | Sièges | Sièges |
| Tête de liste            | Tête de liste     | Parti(s) | Nuance | Voix         | %            | Voix        | %           | CM     | CC     |
| ------------------------ | ----------------- | -------- | ------ | ------------ | ------------ | ----------- | ----------- | ------ | ------ |
|                          | Sophie Joissains, | UDI      |        |              |              |             |             |        |        |
|                          | Marc Pena         | PS       |        |              |              |             |             |        |        |
|                          | Jean-Louis Geiger | RN-UDR   |        |              |              |             |             |        |        |
|                          |                   |          |        |              |              |             |             |        |        |
| Exprimés                 |                   |          |        |              |              |             |             |        |        |
| Votes blancs             |                   |          |        |              |              |             |             |        |        |
| Votes nuls               |                   |          |        |              |              |             |             |        |        |
| Total                    | Total             | Total    | Total  |              | 100          |             | 100         | 55     | 17     |
| Absentions               |                   |          |        |              |              |             |             |        |        |
| Inscrits / participation |                   |          |        |              |              |             |             |        |        |

### Allauch
- Maire sortant : Lionel de Cala (LR)
- 35 sièges à pourvoir au conseil municipal (population légale 2022 : 21 404 habitants)
- 2 sièges à pourvoir au conseil communautaire (Métropole d'Aix-Marseille-Provence)

| Tête de liste | Tête de liste | Parti(s) | Nuance | Premier tour | Premier tour | Second tour | Second tour | Sièges | Sièges |
| Tête de liste | Tête de liste | Parti(s) | Nuance | Voix         | %            | Voix        | %           | CM     | CC     |
| ------------- | ------------- | -------- | ------ | ------------ | ------------ | ----------- | ----------- | ------ | ------ |

### Arles
- Maire sortant : Patrick de Carolis (HOR)
- 45 sièges à pourvoir au conseil municipal (population légale 2022 : 51 156 habitants)
- 22 sièges à pourvoir au conseil communautaire (CA Arles-Crau-Camargue-Montagnette)

| Tête de liste | Tête de liste | Parti(s) | Nuance | Premier tour | Premier tour | Second tour | Second tour | Sièges | Sièges |
| Tête de liste | Tête de liste | Parti(s) | Nuance | Voix         | %            | Voix        | %           | CM     | CC     |
| ------------- | ------------- | -------- | ------ | ------------ | ------------ | ----------- | ----------- | ------ | ------ |

### Aubagne
- Maire sortant : Gérard Gazay (LR)
- 43 sièges à pourvoir au conseil municipal (population légale 2022 : 47 724 habitants)
- 5 sièges à pourvoir au conseil communautaire (Métropole d'Aix-Marseille-Provence)

| Tête de liste | Tête de liste | Parti(s) | Nuance | Premier tour | Premier tour | Second tour | Second tour | Sièges | Sièges |
| Tête de liste | Tête de liste | Parti(s) | Nuance | Voix         | %            | Voix        | %           | CM     | CC     |
| ------------- | ------------- | -------- | ------ | ------------ | ------------ | ----------- | ----------- | ------ | ------ |

### Auriol
- Maire sortante : Véronique Miquelly (DVD)
- 33 sièges à pourvoir au conseil municipal (population légale 2022 : 12 986 habitants)
- 1 siège à pourvoir au conseil communautaire (Métropole d'Aix-Marseille-Provence)

| Tête de liste | Tête de liste | Parti(s) | Nuance | Premier tour | Premier tour | Second tour | Second tour | Sièges | Sièges |
| Tête de liste | Tête de liste | Parti(s) | Nuance | Voix         | %            | Voix        | %           | CM     | CC     |
| ------------- | ------------- | -------- | ------ | ------------ | ------------ | ----------- | ----------- | ------ | ------ |

### Barbentane
- Maire sortant : Jean-Christophe Daudet (DVG)
- 27 sièges à pourvoir au conseil municipal (population légale 2022 : 4 262 habitants)
- 3 sièges à pourvoir au conseil communautaire (CA Terre de Provence)

| Tête de liste | Tête de liste | Parti(s) | Nuance | Premier tour | Premier tour | Second tour | Second tour | Sièges | Sièges |
| Tête de liste | Tête de liste | Parti(s) | Nuance | Voix         | %            | Voix        | %           | CM     | CC     |
| ------------- | ------------- | -------- | ------ | ------------ | ------------ | ----------- | ----------- | ------ | ------ |

### Berre-l'Étang
- Maire sortant : Mario Martinet (PS)
- 33 sièges à pourvoir au conseil municipal (population légale 2022 : 13 941 habitants)
- 1 siège à pourvoir au conseil communautaire (Métropole d'Aix-Marseille-Provence)

| Tête de liste | Tête de liste | Parti(s) | Nuance | Premier tour | Premier tour | Second tour | Second tour | Sièges | Sièges |
| Tête de liste | Tête de liste | Parti(s) | Nuance | Voix         | %            | Voix        | %           | CM     | CC     |
| ------------- | ------------- | -------- | ------ | ------------ | ------------ | ----------- | ----------- | ------ | ------ |

### Bouc-Bel-Air
- Maire sortant : Richard Mallié (LR)
- 33 sièges à pourvoir au conseil municipal (population légale 2022 : 15 367 habitants)
- 1 siège à pourvoir au conseil communautaire (Métropole d'Aix-Marseille-Provence)

| Tête de liste | Tête de liste | Parti(s) | Nuance | Premier tour | Premier tour | Second tour | Second tour | Sièges | Sièges |
| Tête de liste | Tête de liste | Parti(s) | Nuance | Voix         | %            | Voix        | %           | CM     | CC     |
| ------------- | ------------- | -------- | ------ | ------------ | ------------ | ----------- | ----------- | ------ | ------ |

### La Bouilladisse
- Maire sortant : José Morales (PCF)
- 29 sièges à pourvoir au conseil municipal (population légale 2022 : 6 447 habitants)
- 1 siège à pourvoir au conseil communautaire (Métropole d'Aix-Marseille-Provence)

| Tête de liste | Tête de liste | Parti(s) | Nuance | Premier tour | Premier tour | Second tour | Second tour | Sièges | Sièges |
| Tête de liste | Tête de liste | Parti(s) | Nuance | Voix         | %            | Voix        | %           | CM     | CC     |
| ------------- | ------------- | -------- | ------ | ------------ | ------------ | ----------- | ----------- | ------ | ------ |

### Cabannes
- Maire sortant : Gilles Mourgues (DVD)
- 27 sièges à pourvoir au conseil municipal (population légale 2022 : 4 576 habitants)
- 3 sièges à pourvoir au conseil communautaire (CA Terre de Provence)

| Tête de liste | Tête de liste | Parti(s) | Nuance | Premier tour | Premier tour | Second tour | Second tour | Sièges | Sièges |
| Tête de liste | Tête de liste | Parti(s) | Nuance | Voix         | %            | Voix        | %           | CM     | CC     |
| ------------- | ------------- | -------- | ------ | ------------ | ------------ | ----------- | ----------- | ------ | ------ |

### Cabriès
- Maire sortant : Amapola Ventron (GÉ)
- 33 sièges à pourvoir au conseil municipal (population légale 2022 : 10 143 habitants)
- 1 siège à pourvoir au conseil communautaire (Métropole d'Aix-Marseille-Provence)

| Tête de liste | Tête de liste | Parti(s) | Nuance | Premier tour | Premier tour | Second tour | Second tour | Sièges | Sièges |
| Tête de liste | Tête de liste | Parti(s) | Nuance | Voix         | %            | Voix        | %           | CM     | CC     |
| ------------- | ------------- | -------- | ------ | ------------ | ------------ | ----------- | ----------- | ------ | ------ |

### Carnoux-en-Provence
- Maire sortant : Jean-Pierre Giorgi (DVD)
- 29 sièges à pourvoir au conseil municipal (population légale 2022 : 6 872 habitants)
- 1 siège à pourvoir au conseil communautaire (Métropole d'Aix-Marseille-Provence)

| Tête de liste | Tête de liste | Parti(s) | Nuance | Premier tour | Premier tour | Second tour | Second tour | Sièges | Sièges |
| Tête de liste | Tête de liste | Parti(s) | Nuance | Voix         | %            | Voix        | %           | CM     | CC     |
| ------------- | ------------- | -------- | ------ | ------------ | ------------ | ----------- | ----------- | ------ | ------ |

### Carry-le-Rouet
- Maire sortant : René-Francis Carpentier (DVD)
- 29 sièges à pourvoir au conseil municipal (population légale 2022 : 5 717 habitants)
- 1 siège à pourvoir au conseil communautaire (Métropole d'Aix-Marseille-Provence)

| Tête de liste | Tête de liste | Parti(s) | Nuance | Premier tour | Premier tour | Second tour | Second tour | Sièges | Sièges |
| Tête de liste | Tête de liste | Parti(s) | Nuance | Voix         | %            | Voix        | %           | CM     | CC     |
| ------------- | ------------- | -------- | ------ | ------------ | ------------ | ----------- | ----------- | ------ | ------ |

### Cassis
- Maire sortante : Danielle Milon-Vivanti (LR)
- 29 sièges à pourvoir au conseil municipal (population légale 2022 : 6 706 habitants)
- 1 siège à pourvoir au conseil communautaire (Métropole d'Aix-Marseille-Provence)

| Tête de liste | Tête de liste | Parti(s) | Nuance | Premier tour | Premier tour | Second tour | Second tour | Sièges | Sièges |
| Tête de liste | Tête de liste | Parti(s) | Nuance | Voix         | %            | Voix        | %           | CM     | CC     |
| ------------- | ------------- | -------- | ------ | ------------ | ------------ | ----------- | ----------- | ------ | ------ |

### Ceyreste
- Maire sortant : Patrick Ghigonetto (DVD)
- 27 sièges à pourvoir au conseil municipal (population légale 2022 : 4 847 habitants)
- 1 siège à pourvoir au conseil communautaire (Métropole d'Aix-Marseille-Provence)

| Tête de liste | Tête de liste | Parti(s) | Nuance | Premier tour | Premier tour | Second tour | Second tour | Sièges | Sièges |
| Tête de liste | Tête de liste | Parti(s) | Nuance | Voix         | %            | Voix        | %           | CM     | CC     |
| ------------- | ------------- | -------- | ------ | ------------ | ------------ | ----------- | ----------- | ------ | ------ |

### Châteauneuf-les-Martigues
- Maire sortant : Roland Mouren (LR)
- 33 sièges à pourvoir au conseil municipal (population légale 2022 : 18 364 habitants)
- 1 siège à pourvoir au conseil communautaire (Métropole d'Aix-Marseille-Provence)

| Tête de liste | Tête de liste | Parti(s) | Nuance | Premier tour | Premier tour | Second tour | Second tour | Sièges | Sièges |
| Tête de liste | Tête de liste | Parti(s) | Nuance | Voix         | %            | Voix        | %           | CM     | CC     |
| ------------- | ------------- | -------- | ------ | ------------ | ------------ | ----------- | ----------- | ------ | ------ |

### Châteaurenard
- Maire sortant : Marcel Martel (LR)
- 33 sièges à pourvoir au conseil municipal (population légale 2022 : 16 668 habitants)
- 12 sièges à pourvoir au conseil communautaire (CA Terre de Provence)

| Tête de liste            | Tête de liste | Parti(s) | Nuance | Premier tour | Premier tour | Second tour | Second tour | Sièges | Sièges |
| Tête de liste            | Tête de liste | Parti(s) | Nuance | Voix         | %            | Voix        | %           | CM     | CC     |
| ------------------------ | ------------- | -------- | ------ | ------------ | ------------ | ----------- | ----------- | ------ | ------ |
|                          | Chantal Alex  | RN       |        |              |              |             |             |        |        |
|                          |               |          |        |              |              |             |             |        |        |
| Exprimés                 |               |          |        |              |              |             |             |        |        |
| Votes blancs             |               |          |        |              |              |             |             |        |        |
| Votes nuls               |               |          |        |              |              |             |             |        |        |
| Total                    | Total         | Total    | Total  |              | 100          |             | 100         | 33     | 12     |
| Absentions               |               |          |        |              |              |             |             |        |        |
| Inscrits / participation |               |          |        |              |              |             |             |        |        |

### La Ciotat
- Maire sortant : Alexandre Doriol (LR)
- 39 sièges à pourvoir au conseil municipal (population légale 2022 : 37 599 habitants)
- 4 sièges à pourvoir au conseil communautaire (Métropole d'Aix-Marseille-Provence)

| Tête de liste | Tête de liste | Parti(s) | Nuance | Premier tour | Premier tour | Second tour | Second tour | Sièges | Sièges |
| Tête de liste | Tête de liste | Parti(s) | Nuance | Voix         | %            | Voix        | %           | CM     | CC     |
| ------------- | ------------- | -------- | ------ | ------------ | ------------ | ----------- | ----------- | ------ | ------ |

### Coudoux
- Maire sortant : Guy Barret (DVD)
- 27 sièges à pourvoir au conseil municipal (population légale 2022 : 3 775 habitants)
- 1 siège à pourvoir au conseil communautaire (Métropole d'Aix-Marseille-Provence)

| Tête de liste | Tête de liste | Parti(s) | Nuance | Premier tour | Premier tour | Second tour | Second tour | Sièges | Sièges |
| Tête de liste | Tête de liste | Parti(s) | Nuance | Voix         | %            | Voix        | %           | CM     | CC     |
| ------------- | ------------- | -------- | ------ | ------------ | ------------ | ----------- | ----------- | ------ | ------ |

### Cuges-les-Pins
- Maire sortant : Bernard Destrost (SE)
- 29 sièges à pourvoir au conseil municipal (population légale 2022 : 5 949 habitants)
- 1 siège à pourvoir au conseil communautaire (Métropole d'Aix-Marseille-Provence)

| Tête de liste | Tête de liste | Parti(s) | Nuance | Premier tour | Premier tour | Second tour | Second tour | Sièges | Sièges |
| Tête de liste | Tête de liste | Parti(s) | Nuance | Voix         | %            | Voix        | %           | CM     | CC     |
| ------------- | ------------- | -------- | ------ | ------------ | ------------ | ----------- | ----------- | ------ | ------ |

### La Destrousse
- Maire sortant : Michel Lan (DVG)
- 27 sièges à pourvoir au conseil municipal (population légale 2022 : 4 023 habitants)
- 1 siège à pourvoir au conseil communautaire (Métropole d'Aix-Marseille-Provence)

| Tête de liste | Tête de liste | Parti(s) | Nuance | Premier tour | Premier tour | Second tour | Second tour | Sièges | Sièges |
| Tête de liste | Tête de liste | Parti(s) | Nuance | Voix         | %            | Voix        | %           | CM     | CC     |
| ------------- | ------------- | -------- | ------ | ------------ | ------------ | ----------- | ----------- | ------ | ------ |

### Éguilles
- Maire sortant : Renaud Dagorne (DVC)
- 29 sièges à pourvoir au conseil municipal (population légale 2022 : 8 349 habitants)
- 1 siège à pourvoir au conseil communautaire (Métropole d'Aix-Marseille-Provence)

| Tête de liste | Tête de liste | Parti(s) | Nuance | Premier tour | Premier tour | Second tour | Second tour | Sièges | Sièges |
| Tête de liste | Tête de liste | Parti(s) | Nuance | Voix         | %            | Voix        | %           | CM     | CC     |
| ------------- | ------------- | -------- | ------ | ------------ | ------------ | ----------- | ----------- | ------ | ------ |

### Ensuès-la-Redonne
- Maire sortant : Michel Illac (DVG)
- 29 sièges à pourvoir au conseil municipal (population légale 2022 : 5 796 habitants)
- 1 siège à pourvoir au conseil communautaire (Métropole d'Aix-Marseille-Provence)

| Tête de liste | Tête de liste | Parti(s) | Nuance | Premier tour | Premier tour | Second tour | Second tour | Sièges | Sièges |
| Tête de liste | Tête de liste | Parti(s) | Nuance | Voix         | %            | Voix        | %           | CM     | CC     |
| ------------- | ------------- | -------- | ------ | ------------ | ------------ | ----------- | ----------- | ------ | ------ |

### Eyguières
- Maire sortant : Henri Pons (HOR)
- 29 sièges à pourvoir au conseil municipal (population légale 2022 : 6 915 habitants)
- 1 siège à pourvoir au conseil communautaire (Métropole d'Aix-Marseille-Provence)

| Tête de liste | Tête de liste | Parti(s) | Nuance | Premier tour | Premier tour | Second tour | Second tour | Sièges | Sièges |
| Tête de liste | Tête de liste | Parti(s) | Nuance | Voix         | %            | Voix        | %           | CM     | CC     |
| ------------- | ------------- | -------- | ------ | ------------ | ------------ | ----------- | ----------- | ------ | ------ |

### Eyragues
- Maire sortant : Michel Gavanon (DVD)
- 27 sièges à pourvoir au conseil municipal (population légale 2022 : 4 289 habitants)
- 3 sièges à pourvoir au conseil communautaire (CA Terre de Provence)

| Tête de liste | Tête de liste | Parti(s) | Nuance | Premier tour | Premier tour | Second tour | Second tour | Sièges | Sièges |
| Tête de liste | Tête de liste | Parti(s) | Nuance | Voix         | %            | Voix        | %           | CM     | CC     |
| ------------- | ------------- | -------- | ------ | ------------ | ------------ | ----------- | ----------- | ------ | ------ |

### La Fare-les-Oliviers
- Maire sortant : Jérôme Marciliac (DVG)
- 29 sièges à pourvoir au conseil municipal (population légale 2022 : 8 953 habitants)
- 1 siège à pourvoir au conseil communautaire (Métropole d'Aix-Marseille-Provence)

| Tête de liste | Tête de liste | Parti(s) | Nuance | Premier tour | Premier tour | Second tour | Second tour | Sièges | Sièges |
| Tête de liste | Tête de liste | Parti(s) | Nuance | Voix         | %            | Voix        | %           | CM     | CC     |
| ------------- | ------------- | -------- | ------ | ------------ | ------------ | ----------- | ----------- | ------ | ------ |

### Fontvieille
- Maire sortant : Gérard Garnier (DVG)
- 27 sièges à pourvoir au conseil municipal (population légale 2022 : 3 555 habitants)
- 5 sièges à pourvoir au conseil communautaire (CC Vallée des Baux-Alpilles)

| Tête de liste | Tête de liste | Parti(s) | Nuance | Premier tour | Premier tour | Second tour | Second tour | Sièges | Sièges |
| Tête de liste | Tête de liste | Parti(s) | Nuance | Voix         | %            | Voix        | %           | CM     | CC     |
| ------------- | ------------- | -------- | ------ | ------------ | ------------ | ----------- | ----------- | ------ | ------ |

### Fos-sur-Mer
- Maire sortant : René Raimondi (DVG)
- 33 sièges à pourvoir au conseil municipal (population légale 2022 : 15 694 habitants)
- 1 siège à pourvoir au conseil communautaire (Métropole d'Aix-Marseille-Provence)

| Tête de liste | Tête de liste | Parti(s) | Nuance | Premier tour | Premier tour | Second tour | Second tour | Sièges | Sièges |
| Tête de liste | Tête de liste | Parti(s) | Nuance | Voix         | %            | Voix        | %           | CM     | CC     |
| ------------- | ------------- | -------- | ------ | ------------ | ------------ | ----------- | ----------- | ------ | ------ |

### Fuveau
- Maire sortante : Béatrice Bonfillon-Chiavassa (DVC)
- 33 sièges à pourvoir au conseil municipal (population légale 2022 : 10 235 habitants)
- 1 siège à pourvoir au conseil communautaire (Métropole d'Aix-Marseille-Provence)

| Tête de liste | Tête de liste | Parti(s) | Nuance | Premier tour | Premier tour | Second tour | Second tour | Sièges | Sièges |
| Tête de liste | Tête de liste | Parti(s) | Nuance | Voix         | %            | Voix        | %           | CM     | CC     |
| ------------- | ------------- | -------- | ------ | ------------ | ------------ | ----------- | ----------- | ------ | ------ |

### Gardanne
- Maire sortant : Hervé Granier (LR)
- 35 sièges à pourvoir au conseil municipal (population légale 2022 : 21 534 habitants)
- 2 sièges à pourvoir au conseil communautaire (Métropole d'Aix-Marseille-Provence)

| Tête de liste            | Tête de liste  | Parti(s) | Nuance | Premier tour | Premier tour | Second tour | Second tour | Sièges | Sièges |
| Tête de liste            | Tête de liste  | Parti(s) | Nuance | Voix         | %            | Voix        | %           | CM     | CC     |
| ------------------------ | -------------- | -------- | ------ | ------------ | ------------ | ----------- | ----------- | ------ | ------ |
|                          | Bruno Priouret | RN       |        |              |              |             |             |        |        |
|                          |                |          |        |              |              |             |             |        |        |
| Exprimés                 |                |          |        |              |              |             |             |        |        |
| Votes blancs             |                |          |        |              |              |             |             |        |        |
| Votes nuls               |                |          |        |              |              |             |             |        |        |
| Total                    | Total          | Total    | Total  |              | 100          |             | 100         | 35     | 2      |
| Absentions               |                |          |        |              |              |             |             |        |        |
| Inscrits / participation |                |          |        |              |              |             |             |        |        |

### Gémenos
- Maire sortant : Roland Giberti (UDI)
- 29 sièges à pourvoir au conseil municipal (population légale 2022 : 6 678 habitants)
- 1 siège à pourvoir au conseil communautaire (Métropole d'Aix-Marseille-Provence)

| Tête de liste | Tête de liste | Parti(s) | Nuance | Premier tour | Premier tour | Second tour | Second tour | Sièges | Sièges |
| Tête de liste | Tête de liste | Parti(s) | Nuance | Voix         | %            | Voix        | %           | CM     | CC     |
| ------------- | ------------- | -------- | ------ | ------------ | ------------ | ----------- | ----------- | ------ | ------ |

### Gignac-la-Nerthe
- Maire sortant : Christian Amiraty (UCE)
- 33 sièges à pourvoir au conseil municipal (population légale 2022 : 10 030 habitants)
- 1 siège à pourvoir au conseil communautaire (Métropole d'Aix-Marseille-Provence)

| Tête de liste | Tête de liste | Parti(s) | Nuance | Premier tour | Premier tour | Second tour | Second tour | Sièges | Sièges |
| Tête de liste | Tête de liste | Parti(s) | Nuance | Voix         | %            | Voix        | %           | CM     | CC     |
| ------------- | ------------- | -------- | ------ | ------------ | ------------ | ----------- | ----------- | ------ | ------ |

### Grans
- Maire sortant : Philippe Leandri (DVG)
- 29 sièges à pourvoir au conseil municipal (population légale 2022 : 5 382 habitants)
- 1 siège à pourvoir au conseil communautaire (Métropole d'Aix-Marseille-Provence)

| Tête de liste | Tête de liste | Parti(s) | Nuance | Premier tour | Premier tour | Second tour | Second tour | Sièges | Sièges |
| Tête de liste | Tête de liste | Parti(s) | Nuance | Voix         | %            | Voix        | %           | CM     | CC     |
| ------------- | ------------- | -------- | ------ | ------------ | ------------ | ----------- | ----------- | ------ | ------ |

### Graveson
- Maire sortant : Michel Pécout (DVD)
- 27 sièges à pourvoir au conseil municipal (population légale 2022 : 4 743 habitants)
- 3 sièges à pourvoir au conseil communautaire (CA Terre de Provence)

| Tête de liste | Tête de liste | Parti(s) | Nuance | Premier tour | Premier tour | Second tour | Second tour | Sièges | Sièges |
| Tête de liste | Tête de liste | Parti(s) | Nuance | Voix         | %            | Voix        | %           | CM     | CC     |
| ------------- | ------------- | -------- | ------ | ------------ | ------------ | ----------- | ----------- | ------ | ------ |

### Gréasque
- Maire sortant : Michel Ruiz (DVC)
- 27 sièges à pourvoir au conseil municipal (population légale 2022 : 4 469 habitants)
- 1 siège à pourvoir au conseil communautaire (Métropole d'Aix-Marseille-Provence)

| Tête de liste | Tête de liste | Parti(s) | Nuance | Premier tour | Premier tour | Second tour | Second tour | Sièges | Sièges |
| Tête de liste | Tête de liste | Parti(s) | Nuance | Voix         | %            | Voix        | %           | CM     | CC     |
| ------------- | ------------- | -------- | ------ | ------------ | ------------ | ----------- | ----------- | ------ | ------ |

### Istres
- Maire sortant : François Bernardini (DVG)
- 43 sièges à pourvoir au conseil municipal (population légale 2022 : 44 044 habitants)
- 5 sièges à pourvoir au conseil communautaire (Métropole d'Aix-Marseille-Provence)

| Tête de liste | Tête de liste | Parti(s) | Nuance | Premier tour | Premier tour | Second tour | Second tour | Sièges | Sièges |
| Tête de liste | Tête de liste | Parti(s) | Nuance | Voix         | %            | Voix        | %           | CM     | CC     |
| ------------- | ------------- | -------- | ------ | ------------ | ------------ | ----------- | ----------- | ------ | ------ |

### Jouques
- Maire sortant : Éric Garcin (SE)
- 27 sièges à pourvoir au conseil municipal (population légale 2022 : 4 478 habitants)
- 1 siège à pourvoir au conseil communautaire (Métropole d'Aix-Marseille-Provence)

| Tête de liste | Tête de liste | Parti(s) | Nuance | Premier tour | Premier tour | Second tour | Second tour | Sièges | Sièges |
| Tête de liste | Tête de liste | Parti(s) | Nuance | Voix         | %            | Voix        | %           | CM     | CC     |
| ------------- | ------------- | -------- | ------ | ------------ | ------------ | ----------- | ----------- | ------ | ------ |

### Lambesc
- Maire sortant : Bernard Ramond (LR)
- 29 sièges à pourvoir au conseil municipal (population légale 2022 : 9 951 habitants)
- 1 siège à pourvoir au conseil communautaire (Métropole d'Aix-Marseille-Provence)

| Tête de liste | Tête de liste | Parti(s) | Nuance | Premier tour | Premier tour | Second tour | Second tour | Sièges | Sièges |
| Tête de liste | Tête de liste | Parti(s) | Nuance | Voix         | %            | Voix        | %           | CM     | CC     |
| ------------- | ------------- | -------- | ------ | ------------ | ------------ | ----------- | ----------- | ------ | ------ |

### Lançon-Provence
- Maire sortante : Julie Arias (LR)
- 29 sièges à pourvoir au conseil municipal (population légale 2022 : 9 627 habitants)
- 1 siège à pourvoir au conseil communautaire (Métropole d'Aix-Marseille-Provence)

| Tête de liste | Tête de liste | Parti(s) | Nuance | Premier tour | Premier tour | Second tour | Second tour | Sièges | Sièges |
| Tête de liste | Tête de liste | Parti(s) | Nuance | Voix         | %            | Voix        | %           | CM     | CC     |
| ------------- | ------------- | -------- | ------ | ------------ | ------------ | ----------- | ----------- | ------ | ------ |

### Mallemort
- Maire sortante : Hélène Gente-Céaglio (DVG)
- 29 sièges à pourvoir au conseil municipal (population légale 2022 : 6 190 habitants)
- 1 siège à pourvoir au conseil communautaire (Métropole d'Aix-Marseille-Provence)

| Tête de liste | Tête de liste | Parti(s) | Nuance | Premier tour | Premier tour | Second tour | Second tour | Sièges | Sièges |
| Tête de liste | Tête de liste | Parti(s) | Nuance | Voix         | %            | Voix        | %           | CM     | CC     |
| ------------- | ------------- | -------- | ------ | ------------ | ------------ | ----------- | ----------- | ------ | ------ |

### Marignane
- Maire sortant : Éric Le Dissès (RN)
- 39 sièges à pourvoir au conseil municipal (population légale 2022 : 33 164 habitants)
- 4 sièges à pourvoir au conseil communautaire (Métropole d'Aix-Marseille-Provence)

| Tête de liste | Tête de liste | Parti(s) | Nuance | Premier tour | Premier tour | Second tour | Second tour | Sièges | Sièges |
| Tête de liste | Tête de liste | Parti(s) | Nuance | Voix         | %            | Voix        | %           | CM     | CC     |
| ------------- | ------------- | -------- | ------ | ------------ | ------------ | ----------- | ----------- | ------ | ------ |

### Marseille
- Maire sortant : Benoît Payan (DVG)
- 111 sièges à pourvoir au conseil municipal (population légale 2022 : 877 215 habitants)
- 102 sièges à pourvoir au conseil communautaire (Métropole d'Aix-Marseille-Provence)

| Tête de liste            | Tête de liste    | Parti(s) | Nuance | Premier tour | Premier tour | Second tour | Second tour | Sièges | Sièges |
| Tête de liste            | Tête de liste    | Parti(s) | Nuance | Voix         | %            | Voix        | %           | CM     | CC     |
| ------------------------ | ---------------- | -------- | ------ | ------------ | ------------ | ----------- | ----------- | ------ | ------ |
|                          | Frédéric Collart | SE       |        |              |              |             |             |        |        |
|                          |                  |          |        |              |              |             |             |        |        |
| Exprimés                 |                  |          |        |              |              |             |             |        |        |
| Votes blancs             |                  |          |        |              |              |             |             |        |        |
| Votes nuls               |                  |          |        |              |              |             |             |        |        |
| Total                    | Total            | Total    | Total  |              | 100          |             | 100         | 111    | 102    |
| Absentions               |                  |          |        |              |              |             |             |        |        |
| Inscrits / participation |                  |          |        |              |              |             |             |        |        |

### Martigues
- Maire sortant : Gaby Charroux (PCF)
- 43 sièges à pourvoir au conseil municipal (population légale 2022 : 48 818 habitants)
- 5 sièges à pourvoir au conseil communautaire (Métropole d'Aix-Marseille-Provence)

| Tête de liste | Tête de liste | Parti(s) | Nuance | Premier tour | Premier tour | Second tour | Second tour | Sièges | Sièges |
| Tête de liste | Tête de liste | Parti(s) | Nuance | Voix         | %            | Voix        | %           | CM     | CC     |
| ------------- | ------------- | -------- | ------ | ------------ | ------------ | ----------- | ----------- | ------ | ------ |

### Meyrargues
- Maire sortant : Fabrice Poussardin (DVD)
- 27 sièges à pourvoir au conseil municipal (population légale 2022 : 3 818 habitants)
- 1 siège à pourvoir au conseil communautaire (Métropole d'Aix-Marseille-Provence)

| Tête de liste | Tête de liste | Parti(s) | Nuance | Premier tour | Premier tour | Second tour | Second tour | Sièges | Sièges |
| Tête de liste | Tête de liste | Parti(s) | Nuance | Voix         | %            | Voix        | %           | CM     | CC     |
| ------------- | ------------- | -------- | ------ | ------------ | ------------ | ----------- | ----------- | ------ | ------ |

### Meyreuil
- Maire sortant : Jean-Pascal Gournes (DVD)
- 29 sièges à pourvoir au conseil municipal (population légale 2022 : 6 341 habitants)
- 1 siège à pourvoir au conseil communautaire (Métropole d'Aix-Marseille-Provence)

| Tête de liste | Tête de liste | Parti(s) | Nuance | Premier tour | Premier tour | Second tour | Second tour | Sièges | Sièges |
| Tête de liste | Tête de liste | Parti(s) | Nuance | Voix         | %            | Voix        | %           | CM     | CC     |
| ------------- | ------------- | -------- | ------ | ------------ | ------------ | ----------- | ----------- | ------ | ------ |

### Mimet
- Maire sortant : Georges Cristiani (DVG)
- 27 sièges à pourvoir au conseil municipal (population légale 2022 : 4 147 habitants)
- 1 siège à pourvoir au conseil communautaire (Métropole d'Aix-Marseille-Provence)

| Tête de liste | Tête de liste | Parti(s) | Nuance | Premier tour | Premier tour | Second tour | Second tour | Sièges | Sièges |
| Tête de liste | Tête de liste | Parti(s) | Nuance | Voix         | %            | Voix        | %           | CM     | CC     |
| ------------- | ------------- | -------- | ------ | ------------ | ------------ | ----------- | ----------- | ------ | ------ |

### Miramas
- Maire sortant : Frédéric Vigouroux (DVG)
- 35 sièges à pourvoir au conseil municipal (population légale 2022 : 25 891 habitants)
- 3 sièges à pourvoir au conseil communautaire (Métropole d'Aix-Marseille-Provence)

| Tête de liste | Tête de liste | Parti(s) | Nuance | Premier tour | Premier tour | Second tour | Second tour | Sièges | Sièges |
| Tête de liste | Tête de liste | Parti(s) | Nuance | Voix         | %            | Voix        | %           | CM     | CC     |
| ------------- | ------------- | -------- | ------ | ------------ | ------------ | ----------- | ----------- | ------ | ------ |

### Mouriès
- Maire sortant : Alice Roggiero (DVD)
- 23 sièges à pourvoir au conseil municipal (population légale 2022 : 3 471 habitants)
- 5 sièges à pourvoir au conseil communautaire (CC Vallée des Baux-Alpilles)

| Tête de liste | Tête de liste | Parti(s) | Nuance | Premier tour | Premier tour | Second tour | Second tour | Sièges | Sièges |
| Tête de liste | Tête de liste | Parti(s) | Nuance | Voix         | %            | Voix        | %           | CM     | CC     |
| ------------- | ------------- | -------- | ------ | ------------ | ------------ | ----------- | ----------- | ------ | ------ |

### Noves
- Maire sortant : Georges Jullien (PCF)
- 29 sièges à pourvoir au conseil municipal (population légale 2022 : 5 918 habitants)
- 4 sièges à pourvoir au conseil communautaire (CA Terre de Provence)

| Tête de liste | Tête de liste | Parti(s) | Nuance | Premier tour | Premier tour | Second tour | Second tour | Sièges | Sièges |
| Tête de liste | Tête de liste | Parti(s) | Nuance | Voix         | %            | Voix        | %           | CM     | CC     |
| ------------- | ------------- | -------- | ------ | ------------ | ------------ | ----------- | ----------- | ------ | ------ |

### Pélissanne
- Maire sortant : Pascal Montécot (LR)
- 33 sièges à pourvoir au conseil municipal (population légale 2022 : 10 799 habitants)
- 1 siège à pourvoir au conseil communautaire (Métropole d'Aix-Marseille-Provence)

| Tête de liste            | Tête de liste | Parti(s) | Nuance | Premier tour | Premier tour | Second tour | Second tour | Sièges | Sièges |
| Tête de liste            | Tête de liste | Parti(s) | Nuance | Voix         | %            | Voix        | %           | CM     | CC     |
| ------------------------ | ------------- | -------- | ------ | ------------ | ------------ | ----------- | ----------- | ------ | ------ |
|                          | Brice Le Roux | DVG      |        |              |              |             |             |        |        |
|                          |               |          |        |              |              |             |             |        |        |
| Exprimés                 |               |          |        |              |              |             |             |        |        |
| Votes blancs             |               |          |        |              |              |             |             |        |        |
| Votes nuls               |               |          |        |              |              |             |             |        |        |
| Total                    | Total         | Total    | Total  |              | 100          |             | 100         | 33     | 1      |
| Absentions               |               |          |        |              |              |             |             |        |        |
| Inscrits / participation |               |          |        |              |              |             |             |        |        |

### La Penne-sur-Huveaune
- Maire sortant : Nicolas Bazzucchi (SE)
- 29 sièges à pourvoir au conseil municipal (population légale 2022 : 6 618 habitants)
- 1 siège à pourvoir au conseil communautaire (Métropole d'Aix-Marseille-Provence)

| Tête de liste | Tête de liste | Parti(s) | Nuance | Premier tour | Premier tour | Second tour | Second tour | Sièges | Sièges |
| Tête de liste | Tête de liste | Parti(s) | Nuance | Voix         | %            | Voix        | %           | CM     | CC     |
| ------------- | ------------- | -------- | ------ | ------------ | ------------ | ----------- | ----------- | ------ | ------ |

### Les Pennes-Mirabeau
- Maire sortant : Michel Amiel (DVC)
- 35 sièges à pourvoir au conseil municipal (population légale 2022 : 22 423 habitants)
- 2 sièges à pourvoir au conseil communautaire (Métropole d'Aix-Marseille-Provence)

| Tête de liste | Tête de liste | Parti(s) | Nuance | Premier tour | Premier tour | Second tour | Second tour | Sièges | Sièges |
| Tête de liste | Tête de liste | Parti(s) | Nuance | Voix         | %            | Voix        | %           | CM     | CC     |
| ------------- | ------------- | -------- | ------ | ------------ | ------------ | ----------- | ----------- | ------ | ------ |

### Peynier
- Maire sortant : Christian Burle (LR)
- 27 sièges à pourvoir au conseil municipal (population légale 2022 : 3 692 habitants)
- 1 siège à pourvoir au conseil communautaire (Métropole d'Aix-Marseille-Provence)

| Tête de liste | Tête de liste | Parti(s) | Nuance | Premier tour | Premier tour | Second tour | Second tour | Sièges | Sièges |
| Tête de liste | Tête de liste | Parti(s) | Nuance | Voix         | %            | Voix        | %           | CM     | CC     |
| ------------- | ------------- | -------- | ------ | ------------ | ------------ | ----------- | ----------- | ------ | ------ |

### Peypin
- Maire sortant : Frédéric Gibelot (SE)
- 29 sièges à pourvoir au conseil municipal (population légale 2022 : 5 612 habitants)
- 1 siège à pourvoir au conseil communautaire (Métropole d'Aix-Marseille-Provence)

| Tête de liste | Tête de liste | Parti(s) | Nuance | Premier tour | Premier tour | Second tour | Second tour | Sièges | Sièges |
| Tête de liste | Tête de liste | Parti(s) | Nuance | Voix         | %            | Voix        | %           | CM     | CC     |
| ------------- | ------------- | -------- | ------ | ------------ | ------------ | ----------- | ----------- | ------ | ------ |

### Peyrolles-en-Provence
- Maire sortant : Thomas Arcamone (DVD)
- 29 sièges à pourvoir au conseil municipal (population légale 2022 : 5 316 habitants)
- 1 siège à pourvoir au conseil communautaire (Métropole d'Aix-Marseille-Provence)

| Tête de liste | Tête de liste | Parti(s) | Nuance | Premier tour | Premier tour | Second tour | Second tour | Sièges | Sièges |
| Tête de liste | Tête de liste | Parti(s) | Nuance | Voix         | %            | Voix        | %           | CM     | CC     |
| ------------- | ------------- | -------- | ------ | ------------ | ------------ | ----------- | ----------- | ------ | ------ |

### Plan-d'Orgon
- Maire sortant : Jean-Louis Lepian (DVD)
- 27 sièges à pourvoir au conseil municipal (population légale 2022 : 3 562 habitants)
- 2 sièges à pourvoir au conseil communautaire (CA Terre de Provence)

| Tête de liste | Tête de liste | Parti(s) | Nuance | Premier tour | Premier tour | Second tour | Second tour | Sièges | Sièges |
| Tête de liste | Tête de liste | Parti(s) | Nuance | Voix         | %            | Voix        | %           | CM     | CC     |
| ------------- | ------------- | -------- | ------ | ------------ | ------------ | ----------- | ----------- | ------ | ------ |

### Plan-de-Cuques
- Maire sortant : Laurent Simon (LR)
- 33 sièges à pourvoir au conseil municipal (population légale 2022 : 11 504 habitants)
- 1 siège à pourvoir au conseil communautaire (Métropole d'Aix-Marseille-Provence)

| Tête de liste | Tête de liste | Parti(s) | Nuance | Premier tour | Premier tour | Second tour | Second tour | Sièges | Sièges |
| Tête de liste | Tête de liste | Parti(s) | Nuance | Voix         | %            | Voix        | %           | CM     | CC     |
| ------------- | ------------- | -------- | ------ | ------------ | ------------ | ----------- | ----------- | ------ | ------ |

### Port-de-Bouc
- Maire sortant : Laurent Belsola (PCF)
- 33 sièges à pourvoir au conseil municipal (population légale 2022 : 16 138 habitants)
- 1 siège à pourvoir au conseil communautaire (Métropole d'Aix-Marseille-Provence)

| Tête de liste | Tête de liste | Parti(s) | Nuance | Premier tour | Premier tour | Second tour | Second tour | Sièges | Sièges |
| Tête de liste | Tête de liste | Parti(s) | Nuance | Voix         | %            | Voix        | %           | CM     | CC     |
| ------------- | ------------- | -------- | ------ | ------------ | ------------ | ----------- | ----------- | ------ | ------ |

### Port-Saint-Louis-du-Rhône
- Maire sortant : Martial Alvarez (DVC)
- 29 sièges à pourvoir au conseil municipal (population légale 2022 : 8 510 habitants)
- 1 siège à pourvoir au conseil communautaire (Métropole d'Aix-Marseille-Provence)

| Tête de liste | Tête de liste | Parti(s) | Nuance | Premier tour | Premier tour | Second tour | Second tour | Sièges | Sièges |
| Tête de liste | Tête de liste | Parti(s) | Nuance | Voix         | %            | Voix        | %           | CM     | CC     |
| ------------- | ------------- | -------- | ------ | ------------ | ------------ | ----------- | ----------- | ------ | ------ |

### Le Puy-Sainte-Réparade
- Maire sortant : Jean-David Ciot (PS)
- 29 sièges à pourvoir au conseil municipal (population légale 2022 : 5 794 habitants)
- 1 siège à pourvoir au conseil communautaire (Métropole d'Aix-Marseille-Provence)

| Tête de liste | Tête de liste | Parti(s) | Nuance | Premier tour | Premier tour | Second tour | Second tour | Sièges | Sièges |
| Tête de liste | Tête de liste | Parti(s) | Nuance | Voix         | %            | Voix        | %           | CM     | CC     |
| ------------- | ------------- | -------- | ------ | ------------ | ------------ | ----------- | ----------- | ------ | ------ |

### Rognac
- Maire sortant : Christophe Gonzalez (RN)
- 33 sièges à pourvoir au conseil municipal (population légale 2022 : 12 335 habitants)
- 1 siège à pourvoir au conseil communautaire (Métropole d'Aix-Marseille-Provence)

| Tête de liste | Tête de liste | Parti(s) | Nuance | Premier tour | Premier tour | Second tour | Second tour | Sièges | Sièges |
| Tête de liste | Tête de liste | Parti(s) | Nuance | Voix         | %            | Voix        | %           | CM     | CC     |
| ------------- | ------------- | -------- | ------ | ------------ | ------------ | ----------- | ----------- | ------ | ------ |

### Rognes
- Maire sortant : Jean-François Corno (DVD)
- 27 sièges à pourvoir au conseil municipal (population légale 2022 : 4 640 habitants)
- 1 siège à pourvoir au conseil communautaire (Métropole d'Aix-Marseille-Provence)

| Tête de liste | Tête de liste | Parti(s) | Nuance | Premier tour | Premier tour | Second tour | Second tour | Sièges | Sièges |
| Tête de liste | Tête de liste | Parti(s) | Nuance | Voix         | %            | Voix        | %           | CM     | CC     |
| ------------- | ------------- | -------- | ------ | ------------ | ------------ | ----------- | ----------- | ------ | ------ |

### Rognonas
- Maire sortant : Yves Picarda (DVC)
- 27 sièges à pourvoir au conseil municipal (population légale 2022 : 4 186 habitants)
- 3 sièges à pourvoir au conseil communautaire (CA Terre de Provence)

| Tête de liste | Tête de liste | Parti(s) | Nuance | Premier tour | Premier tour | Second tour | Second tour | Sièges | Sièges |
| Tête de liste | Tête de liste | Parti(s) | Nuance | Voix         | %            | Voix        | %           | CM     | CC     |
| ------------- | ------------- | -------- | ------ | ------------ | ------------ | ----------- | ----------- | ------ | ------ |

### La Roque-d'Anthéron
- Maire sortant : Jean-Pierre Serrus (RE)
- 29 sièges à pourvoir au conseil municipal (population légale 2022 : 5 355 habitants)
- 1 siège à pourvoir au conseil communautaire (Métropole d'Aix-Marseille-Provence)

| Tête de liste | Tête de liste | Parti(s) | Nuance | Premier tour | Premier tour | Second tour | Second tour | Sièges | Sièges |
| Tête de liste | Tête de liste | Parti(s) | Nuance | Voix         | %            | Voix        | %           | CM     | CC     |
| ------------- | ------------- | -------- | ------ | ------------ | ------------ | ----------- | ----------- | ------ | ------ |

### Roquefort-la-Bédoule
- Maire sortant : Marc Del Grazia (DVC)
- 29 sièges à pourvoir au conseil municipal (population légale 2022 : 5 784 habitants)
- 1 siège à pourvoir au conseil communautaire (Métropole d'Aix-Marseille-Provence)

| Tête de liste | Tête de liste | Parti(s) | Nuance | Premier tour | Premier tour | Second tour | Second tour | Sièges | Sièges |
| Tête de liste | Tête de liste | Parti(s) | Nuance | Voix         | %            | Voix        | %           | CM     | CC     |
| ------------- | ------------- | -------- | ------ | ------------ | ------------ | ----------- | ----------- | ------ | ------ |

### Roquevaire
- Maire sortant : Yves Mesnard (DVG)
- 29 sièges à pourvoir au conseil municipal (population légale 2022 : 8 823 habitants)
- 1 siège à pourvoir au conseil communautaire (Métropole d'Aix-Marseille-Provence)

| Tête de liste | Tête de liste | Parti(s) | Nuance | Premier tour | Premier tour | Second tour | Second tour | Sièges | Sièges |
| Tête de liste | Tête de liste | Parti(s) | Nuance | Voix         | %            | Voix        | %           | CM     | CC     |
| ------------- | ------------- | -------- | ------ | ------------ | ------------ | ----------- | ----------- | ------ | ------ |

### Rousset
- Maire sortant : Philippe Pignon (DVC)
- 29 sièges à pourvoir au conseil municipal (population légale 2022 : 5 357 habitants)
- 1 siège à pourvoir au conseil communautaire (Métropole d'Aix-Marseille-Provence)

| Tête de liste | Tête de liste | Parti(s) | Nuance | Premier tour | Premier tour | Second tour | Second tour | Sièges | Sièges |
| Tête de liste | Tête de liste | Parti(s) | Nuance | Voix         | %            | Voix        | %           | CM     | CC     |
| ------------- | ------------- | -------- | ------ | ------------ | ------------ | ----------- | ----------- | ------ | ------ |

### Le Rove
- Maire sortant : Paul Sabatino (PCF)
- 29 sièges à pourvoir au conseil municipal (population légale 2022 : 5 205 habitants)
- 1 siège à pourvoir au conseil communautaire (Métropole d'Aix-Marseille-Provence)

| Tête de liste | Tête de liste | Parti(s) | Nuance | Premier tour | Premier tour | Second tour | Second tour | Sièges | Sièges |
| Tête de liste | Tête de liste | Parti(s) | Nuance | Voix         | %            | Voix        | %           | CM     | CC     |
| ------------- | ------------- | -------- | ------ | ------------ | ------------ | ----------- | ----------- | ------ | ------ |

### Saint-Andiol
- Maire sortant : Daniel Robert (SE)
- 23 sièges à pourvoir au conseil municipal (population légale 2022 : 3 369 habitants)
- 2 sièges à pourvoir au conseil communautaire (CA Terre de Provence)

| Tête de liste | Tête de liste | Parti(s) | Nuance | Premier tour | Premier tour | Second tour | Second tour | Sièges | Sièges |
| Tête de liste | Tête de liste | Parti(s) | Nuance | Voix         | %            | Voix        | %           | CM     | CC     |
| ------------- | ------------- | -------- | ------ | ------------ | ------------ | ----------- | ----------- | ------ | ------ |

### Saint-Cannat
- Maire sortant : Joël Lévi-Valensi (DVG)
- 29 sièges à pourvoir au conseil municipal (population légale 2022 : 5 877 habitants)
- 1 siège à pourvoir au conseil communautaire (Métropole d'Aix-Marseille-Provence)

| Tête de liste | Tête de liste | Parti(s) | Nuance | Premier tour | Premier tour | Second tour | Second tour | Sièges | Sièges |
| Tête de liste | Tête de liste | Parti(s) | Nuance | Voix         | %            | Voix        | %           | CM     | CC     |
| ------------- | ------------- | -------- | ------ | ------------ | ------------ | ----------- | ----------- | ------ | ------ |

### Saint-Chamas
- Maire sortant : Didier Khelfa (DVD)
- 29 sièges à pourvoir au conseil municipal (population légale 2022 : 8 669 habitants)
- 1 siège à pourvoir au conseil communautaire (Métropole d'Aix-Marseille-Provence)

| Tête de liste | Tête de liste | Parti(s) | Nuance | Premier tour | Premier tour | Second tour | Second tour | Sièges | Sièges |
| Tête de liste | Tête de liste | Parti(s) | Nuance | Voix         | %            | Voix        | %           | CM     | CC     |
| ------------- | ------------- | -------- | ------ | ------------ | ------------ | ----------- | ----------- | ------ | ------ |

### Saint-Martin-de-Crau
- Maire sortante : Séverine Dellanegra (SE)
- 33 sièges à pourvoir au conseil municipal (population légale 2022 : 13 962 habitants)
- 9 sièges à pourvoir au conseil communautaire (CA Arles-Crau-Camargue-Montagnette)

| Tête de liste | Tête de liste | Parti(s) | Nuance | Premier tour | Premier tour | Second tour | Second tour | Sièges | Sièges |
| Tête de liste | Tête de liste | Parti(s) | Nuance | Voix         | %            | Voix        | %           | CM     | CC     |
| ------------- | ------------- | -------- | ------ | ------------ | ------------ | ----------- | ----------- | ------ | ------ |

### Saint-Mitre-les-Remparts
- Maire sortant : Vincent Goyet (DVD)
- 29 sièges à pourvoir au conseil municipal (population légale 2022 : 5 996 habitants)
- 1 siège à pourvoir au conseil communautaire (Métropole d'Aix-Marseille-Provence)

| Tête de liste | Tête de liste | Parti(s) | Nuance | Premier tour | Premier tour | Second tour | Second tour | Sièges | Sièges |
| Tête de liste | Tête de liste | Parti(s) | Nuance | Voix         | %            | Voix        | %           | CM     | CC     |
| ------------- | ------------- | -------- | ------ | ------------ | ------------ | ----------- | ----------- | ------ | ------ |

### Saint-Rémy-de-Provence
- Maire sortant : Hervé Chérubini (PS)
- 29 sièges à pourvoir au conseil municipal (population légale 2022 : 9 547 habitants)
- 14 sièges à pourvoir au conseil communautaire (CC Vallée des Baux-Alpilles)

| Tête de liste | Tête de liste | Parti(s) | Nuance | Premier tour | Premier tour | Second tour | Second tour | Sièges | Sièges |
| Tête de liste | Tête de liste | Parti(s) | Nuance | Voix         | %            | Voix        | %           | CM     | CC     |
| ------------- | ------------- | -------- | ------ | ------------ | ------------ | ----------- | ----------- | ------ | ------ |

### Saint-Savournin
- Maire sortant : Rémi Marcengo (DVD)
- 23 sièges à pourvoir au conseil municipal (population légale 2022 : 3 449 habitants)
- 1 siège à pourvoir au conseil communautaire (Métropole d'Aix-Marseille-Provence)

| Tête de liste | Tête de liste | Parti(s) | Nuance | Premier tour | Premier tour | Second tour | Second tour | Sièges | Sièges |
| Tête de liste | Tête de liste | Parti(s) | Nuance | Voix         | %            | Voix        | %           | CM     | CC     |
| ------------- | ------------- | -------- | ------ | ------------ | ------------ | ----------- | ----------- | ------ | ------ |

### Saint-Victoret
- Maire sortant : Claude Piccirillo (LR)
- 29 sièges à pourvoir au conseil municipal (population légale 2022 : 6 689 habitants)
- 1 siège à pourvoir au conseil communautaire (Métropole d'Aix-Marseille-Provence)

| Tête de liste | Tête de liste | Parti(s) | Nuance | Premier tour | Premier tour | Second tour | Second tour | Sièges | Sièges |
| Tête de liste | Tête de liste | Parti(s) | Nuance | Voix         | %            | Voix        | %           | CM     | CC     |
| ------------- | ------------- | -------- | ------ | ------------ | ------------ | ----------- | ----------- | ------ | ------ |

### Salon-de-Provence
- Maire sortant : Nicolas Isnard (LR)
- 43 sièges à pourvoir au conseil municipal (population légale 2022 : 44 553 habitants)
- 5 sièges à pourvoir au conseil communautaire (Métropole d'Aix-Marseille-Provence)

| Tête de liste | Tête de liste | Parti(s) | Nuance | Premier tour | Premier tour | Second tour | Second tour | Sièges | Sièges |
| Tête de liste | Tête de liste | Parti(s) | Nuance | Voix         | %            | Voix        | %           | CM     | CC     |
| ------------- | ------------- | -------- | ------ | ------------ | ------------ | ----------- | ----------- | ------ | ------ |

### Sausset-les-Pins
- Maire sortant : Maxime Marchand (ECO)
- 29 sièges à pourvoir au conseil municipal (population légale 2022 : 7 556 habitants)
- 1 siège à pourvoir au conseil communautaire (Métropole d'Aix-Marseille-Provence)

| Tête de liste | Tête de liste | Parti(s) | Nuance | Premier tour | Premier tour | Second tour | Second tour | Sièges | Sièges |
| Tête de liste | Tête de liste | Parti(s) | Nuance | Voix         | %            | Voix        | %           | CM     | CC     |
| ------------- | ------------- | -------- | ------ | ------------ | ------------ | ----------- | ----------- | ------ | ------ |

### Sénas
- Maire sortant : Philippe Ginoux (DVD)
- 29 sièges à pourvoir au conseil municipal (population légale 2022 : 6 829 habitants)
- 1 siège à pourvoir au conseil communautaire (Métropole d'Aix-Marseille-Provence)

| Tête de liste | Tête de liste | Parti(s) | Nuance | Premier tour | Premier tour | Second tour | Second tour | Sièges | Sièges |
| Tête de liste | Tête de liste | Parti(s) | Nuance | Voix         | %            | Voix        | %           | CM     | CC     |
| ------------- | ------------- | -------- | ------ | ------------ | ------------ | ----------- | ----------- | ------ | ------ |

### Septèmes-les-Vallons
- Maire sortant : André Molino (PCF)
- 33 sièges à pourvoir au conseil municipal (population légale 2022 : 12 018 habitants)
- 1 siège à pourvoir au conseil communautaire (Métropole d'Aix-Marseille-Provence)

| Tête de liste | Tête de liste | Parti(s) | Nuance | Premier tour | Premier tour | Second tour | Second tour | Sièges | Sièges |
| Tête de liste | Tête de liste | Parti(s) | Nuance | Voix         | %            | Voix        | %           | CM     | CC     |
| ------------- | ------------- | -------- | ------ | ------------ | ------------ | ----------- | ----------- | ------ | ------ |

### Simiane-Collongue
- Maire sortant : Philippe Ardhuin (LR)
- 29 sièges à pourvoir au conseil municipal (population légale 2022 : 5 823 habitants)
- 1 siège à pourvoir au conseil communautaire (Métropole d'Aix-Marseille-Provence)

| Tête de liste | Tête de liste | Parti(s) | Nuance | Premier tour | Premier tour | Second tour | Second tour | Sièges | Sièges |
| Tête de liste | Tête de liste | Parti(s) | Nuance | Voix         | %            | Voix        | %           | CM     | CC     |
| ------------- | ------------- | -------- | ------ | ------------ | ------------ | ----------- | ----------- | ------ | ------ |

### Tarascon
- Maire sortant : Lucien Limousin (LR)
- 33 sièges à pourvoir au conseil municipal (population légale 2022 : 15 525 habitants)
- 10 sièges à pourvoir au conseil communautaire (CA Arles-Crau-Camargue-Montagnette)

| Tête de liste | Tête de liste | Parti(s) | Nuance | Premier tour | Premier tour | Second tour | Second tour | Sièges | Sièges |
| Tête de liste | Tête de liste | Parti(s) | Nuance | Voix         | %            | Voix        | %           | CM     | CC     |
| ------------- | ------------- | -------- | ------ | ------------ | ------------ | ----------- | ----------- | ------ | ------ |

### Trets
- Maire sortant : Pascal Chauvin (DVD)
- 33 sièges à pourvoir au conseil municipal (population légale 2022 : 10 933 habitants)
- 1 siège à pourvoir au conseil communautaire (Métropole d'Aix-Marseille-Provence)

| Tête de liste | Tête de liste | Parti(s) | Nuance | Premier tour | Premier tour | Second tour | Second tour | Sièges | Sièges |
| Tête de liste | Tête de liste | Parti(s) | Nuance | Voix         | %            | Voix        | %           | CM     | CC     |
| ------------- | ------------- | -------- | ------ | ------------ | ------------ | ----------- | ----------- | ------ | ------ |

### Velaux
- Maire sortant : Yannick Guérin (DVG)
- 29 sièges à pourvoir au conseil municipal (population légale 2022 : 8 827 habitants)
- 1 siège à pourvoir au conseil communautaire (Métropole d'Aix-Marseille-Provence)

| Tête de liste | Tête de liste | Parti(s) | Nuance | Premier tour | Premier tour | Second tour | Second tour | Sièges | Sièges |
| Tête de liste | Tête de liste | Parti(s) | Nuance | Voix         | %            | Voix        | %           | CM     | CC     |
| ------------- | ------------- | -------- | ------ | ------------ | ------------ | ----------- | ----------- | ------ | ------ |

### Venelles
- Maire sortant : Arnaud Mercier (LR)
- 29 sièges à pourvoir au conseil municipal (population légale 2022 : 8 420 habitants)
- 1 siège à pourvoir au conseil communautaire (Métropole d'Aix-Marseille-Provence)

| Tête de liste | Tête de liste | Parti(s) | Nuance | Premier tour | Premier tour | Second tour | Second tour | Sièges | Sièges |
| Tête de liste | Tête de liste | Parti(s) | Nuance | Voix         | %            | Voix        | %           | CM     | CC     |
| ------------- | ------------- | -------- | ------ | ------------ | ------------ | ----------- | ----------- | ------ | ------ |

### Ventabren
- Maire sortant : Frédéric Vigouroux (DVD)
- 29 sièges à pourvoir au conseil municipal (population légale 2022 : 5 613 habitants)
- 1 siège à pourvoir au conseil communautaire (Métropole d'Aix-Marseille-Provence)

| Tête de liste | Tête de liste | Parti(s) | Nuance | Premier tour | Premier tour | Second tour | Second tour | Sièges | Sièges |
| Tête de liste | Tête de liste | Parti(s) | Nuance | Voix         | %            | Voix        | %           | CM     | CC     |
| ------------- | ------------- | -------- | ------ | ------------ | ------------ | ----------- | ----------- | ------ | ------ |

### Vitrolles
- Maire sortant : Loïc Gachon (PS)
- 39 sièges à pourvoir au conseil municipal (population légale 2022 : 36 612 habitants)
- 4 sièges à pourvoir au conseil communautaire (Métropole d'Aix-Marseille-Provence)

| Tête de liste | Tête de liste | Parti(s) | Nuance | Premier tour | Premier tour | Second tour | Second tour | Sièges | Sièges |
| Tête de liste | Tête de liste | Parti(s) | Nuance | Voix         | %            | Voix        | %           | CM     | CC     |
| ------------- | ------------- | -------- | ------ | ------------ | ------------ | ----------- | ----------- | ------ | ------ |